# カルボヒドラジド
カルボヒドラジド(Carbohydrazide)は、化学式OC(N2H3)2の化合物である。白色の水に可溶な固体であり、融解するとすぐに分解する。1つ以上のN-H基が置換した多くのカルバジドが知られており、薬品、除草剤、植物成長制御剤、染料等の中に広く見られる。

## 生成
工業的には、尿素をヒドラジンで処理することで作られる。
OC(NH2)2  +  2 N2H4   →   OC(N2H3)2 +  2 NH3
また、炭酸エステル等の他のC1前駆体をヒドラジンで処理することでも得られる。ホスゲンから作ることもできるが、副産物としてヒドラジニウム塩([N2H5]Cl)も生成し、脱ホルミル化が起こる。カルバジン酸も前駆体になりうる。
N2NH3CO2H  +  N2H4   →   OC(N2H3)2 + H2O

## 構造
この分子は非平面状であり、全ての窒素中心は少なくともいくらかピラミッド型である。これは、C-N間のπ結合がより弱いことを示している。C-N間及びC-O間の距離は、各々約1.36Å、1.25Åである。

## 利用
- 酸素スクラバー：ボイラーから酸素を除き、腐食を防ぐために用いられる[5][6]。
- ポリマーの前駆体：エポキシ樹脂の硬化剤に用いられる[2]。
- 写真：トナーの一つとして銀塩拡散転写法に用いられ、アゾメチン系やアジン系の発色剤を安定化する[2]。
- その他、弾薬推進剤[7]、安定石鹸[2]、有機合成等にも用いられる。

## 危険性
加熱すると爆発する。飲み込むと有害であり、目や呼吸器、皮膚を刺激する。水生生物にとって毒性を持つ。